# Казанское (Сернурский район)
Казанское (мар. Казанский) — село Сернурского района, центр Казанского сельского поселения. Население 1240 человек (на 2010 год).
Расположено в 25 км к северу посёлка Сернур, в 115 километрах от Йошкар-Олы и в 205 километрах от Кирова. Через село проходит кратчайшая дорога от Казани до Кирова, через районные центры Большая Атня и Параньга, правда отдельные участки этого пути находятся в неудовлетворительном состоянии.

## История
Образовалось путём слияния нескольких деревень. Название получило в честь иконы Казанской Божией Матери. В этот день был освящен православный храм, построенный из красного кирпича, который в советские годы был разрушен. В день образования села ежегодно 21 июля совершается крестный ход, организуются концерты и дискотеки.
До 11 марта 1959 года являлось центром Казанского района. В этот период и до распада Союза в селе функционировали хлебозавод, маслозавод, пряничный цех, кирпичный завод, располагался крупный совхоз и ряд других предприятий. Работала больница, в которой было хирургическое, терапевтическое, родильное, зубное отделения. На данный момент от большинства этих организаций не осталось даже фундамента. За последние десятилетия на территориях входивших в состав района прекратило существование 38 деревень (Агатан Памаш, Березовый ключ, Бусыгино, Кеселево, Шарнино и другие).
Население немногим более 1000 человек. Национальный состав русские, марийцы, также в селе проживает несколько татарских семей.
В 1970 году в селе была построена школа, рассчитанная на 600 человек, в последние годы количество учащихся не превышает 100. Кроме того, в селе расположена коррекционная школа-интернат, количество воспитанников которой около 100 человек. В 90-е годы в селе построен дом престарелых, рассчитанный на 80 пациентов. Работает почта и фельдшерский пункт.

## Население
| 2002 | 2010  |
| ---- | ----- |
| 1198 | ↗1240 |

## Известные уроженцы
Староверова Нина Васильевна (1931—2002) — токарь Марийского машиностроительного завода (1948—1986). Депутат Верховного Совета РСФСР 7-го созыва (1967—1971), заместитель Председателя Верховного Совета Марийской АССР 8-го созыва (1971—1975).

## Известные жители
Иванов Тихон Григорьевич (1924—2016) —  свинарь, птицевод совхоза «Казанский» Сернурского района Марийской АССР (1960—1973). Депутат Верховного Совета СССР 6-го созыва (1962—1966). Делегат XXII съезда КПСС (1961). Член КПСС с 1953 года. Участник Великой Отечественной войны.